# Vértes Volán
Vértes Volán ([ˈveːɾtɛʃ ˈvolaːn]) est une compagnie de bus d'État hongroise desservant Tatabánya et le comitat de Komárom-Esztergom. En janvier 2015, elle a fusionné ainsi que la compagnie Alba Volán dans le KNYKK.